# Little Onn
Little Onn – osada w Anglii, w hrabstwie Staffordshire. Leży 12 km na południowy zachód od miasta Stafford i 199 km na północny zachód od Londynu.